# Azerbaijan tại Thế vận hội
Azerbaijan tham dự Thế vận hội lần đầu với tư cách một nước độc lập năm 1996, và đã liên tục gửi vận động viên (VĐV) tới các kỳ đại hội kể từ đây.
Trước đó, các VĐV Azerbaijan thi đấu theo đoàn Liên Xô tại Thế vận hội từ 1952 đến 1988, và sau khi Liên Xô tan rã, Azerbaijan là một phần của Đội tuyển Thống nhất năm 1992.
Các VĐV Azerbaijan đã giành được tổng cộng 42 huy chương tại Thế vận hội Mùa hè và chưa có huy chương tại Thế vận hội Mùa đông.
Ủy ban Olympic Quốc gia Cộng hòa Azerbaijan được thành lập năm 1992 và được công nhận bởi Ủy ban Olympic Quốc tế năm 1993.
Năm 2016, Azerbaijan trở thành một trong hai nước duy nhất (quốc gia còn lại là Anh, cũng trong khoảng từ 2000 tới 2016) có số huy chương đoạt được gia tăng liên tục qua năm kỳ đại hội liền kề. Thành công của Azerbaijan tại đại hội năm 2016 chủ yếu nhờ công dân nhập tịch; 12 trong 16 VĐV giành huy chương cho Azerbaijan sinh ra ở nước ngoài (đa phần là di dân từ Nga, Ukraina, Belarus và Iran).

## Bảng huy chương

### Thế vận hội Mùa hè
| Thế vận hội         | Số VĐV                                        | Vàng                                          | Bạc                                           | Đồng                                          | Tổng số                                       | Xếp thứ                                       |
| 1896–1948           | không tham dự                                 | không tham dự                                 | không tham dự                                 | không tham dự                                 | không tham dự                                 | không tham dự                                 |
| 1952–1988           | như một phần của Liên Xô (URS)                | như một phần của Liên Xô (URS)                | như một phần của Liên Xô (URS)                | như một phần của Liên Xô (URS)                | như một phần của Liên Xô (URS)                | như một phần của Liên Xô (URS)                |
| Barcelona 1992      | như một phần của Đoàn thể thao hợp nhất (EUN) | như một phần của Đoàn thể thao hợp nhất (EUN) | như một phần của Đoàn thể thao hợp nhất (EUN) | như một phần của Đoàn thể thao hợp nhất (EUN) | như một phần của Đoàn thể thao hợp nhất (EUN) | như một phần của Đoàn thể thao hợp nhất (EUN) |
| Atlanta 1996        | 23                                            | 0                                             | 1                                             | 0                                             | 1                                             | 61                                            |
| Sydney 2000         | 31                                            | 2                                             | 0                                             | 1                                             | 3                                             | 34                                            |
| Athens 2004         | 36                                            | 1                                             | 0                                             | 4                                             | 5                                             | 50                                            |
| Bắc Kinh 2008       | 44                                            | 1                                             | 1                                             | 4                                             | 6                                             | 40                                            |
| Luân Đôn 2012       | 53                                            | 2                                             | 2                                             | 5                                             | 9                                             | 30                                            |
| Rio de Janeiro 2016 | 56                                            | 1                                             | 7                                             | 10                                            | 18                                            | 39                                            |
| Tokyo 2020          | chưa diễn ra                                  |                                               |                                               |                                               |                                               |                                               |
| Paris 2024          | chưa diễn ra                                  |                                               |                                               |                                               |                                               |                                               |
| Los Angeles 2028    | chưa diễn ra                                  |                                               |                                               |                                               |                                               |                                               |
| Tổng số             | Tổng số                                       | 7                                             | 11                                            | 24                                            | 42                                            | 44                                            |

### Thế vận hội Mùa đông
| Thế vận hội              | Số VĐV                         | Vàng                           | Bạc                            | Đồng                           | Tổng số                        | Xếp thứ                        |
| 1924–1948                | không tham dự                  | không tham dự                  | không tham dự                  | không tham dự                  | không tham dự                  | không tham dự                  |
| 1952–1988                | như một phần của Liên Xô (URS) | như một phần của Liên Xô (URS) | như một phần của Liên Xô (URS) | như một phần của Liên Xô (URS) | như một phần của Liên Xô (URS) | như một phần của Liên Xô (URS) |
| 1992-1994                | không tham dự                  | không tham dự                  | không tham dự                  | không tham dự                  | không tham dự                  | không tham dự                  |
| Nagano 1998              | 4                              | 0                              | 0                              | 0                              | 0                              | –                              |
| Thành phố Salt Lake 2002 | 4                              | 0                              | 0                              | 0                              | 0                              | –                              |
| Torino 2006              | 2                              | 0                              | 0                              | 0                              | 0                              | –                              |
| Vancouver 2010           | 2                              | 0                              | 0                              | 0                              | 0                              | –                              |
| Sochi 2014               | 4                              | 0                              | 0                              | 0                              | 0                              | –                              |
| Pyeongchang 2018         | 1                              | 0                              | 0                              | 0                              | 0                              | 0                              |
| Bắc Kinh 2022            | chưa diễn ra                   |                                |                                |                                |                                |                                |
| Milano–Cortina 2026      | chưa diễn ra                   |                                |                                |                                |                                |                                |
| Tổng số                  | Tổng số                        | 0                              | 0                              | 0                              | 0                              | –                              |

### Huy chương theo môn
| Môn thi đấu        | Vàng | Bạc | Đồng | Tổng số |
| ------------------ | ---- | --- | ---- | ------- |
| Đấu vật            | 4    | 7   | 11   | 22      |
| Judo               | 1    | 2   | 1    | 4       |
| Bắn súng           | 1    | 0   | 2    | 3       |
| Taekwondo          | 1    | 0   | 2    | 3       |
| Quyền Anh          | 0    | 1   | 7    | 8       |
| Canoeing           | 0    | 1   | 1    | 2       |
| Tổng số (6 đơn vị) | 7    | 11  | 24   | 42      |

## VĐV giành huy chương
| Huy chương | Tên                    | Thế vận hội         | Môn       | Nội dung                |
| ---------- | ---------------------- | ------------------- | --------- | ----------------------- |
| Bạc        | Namig Abdullayev       | Atlanta 1996        | Đấu vật   | Hạng ruồi tự do nam     |
| Vàng       | Zemfira Meftahatdinova | Sydney 2000         | Bắn súng  | Hai đĩa chéo nữ         |
| Vàng       | Namig Abdullayev       | Sydney 2000         | Đấu vật   | Hạng ruồi tự do nam     |
| Đồng       | Vugar Alakbarov        | Sydney 2000         | Quyền Anh | Hạng trung nam          |
| Vàng       | Farid Mansurov         | Athens 2004         | Đấu vật   | Hạng nhẹ cổ điển nam    |
| Đồng       | Fuad Aslanov           | Athens 2004         | Quyền Anh | Hạng ruồi nam           |
| Đồng       | Aghasi Mammadov        | Athens 2004         | Quyền Anh | Hạng gà nam             |
| Đồng       | Irada Ashumova         | Athens 2004         | Bắn súng  | 25 m súng ngắn nữ       |
| Đồng       | Zemfira Meftahatdinova | Athens 2004         | Bắn súng  | Hai đĩa chéo nữ         |
| Vàng       | Elnur Mammadli         | Bắc Kinh 2008       | Judo      | Nam 73 kg               |
| Bạc        | Rovshan Bayramov       | Bắc Kinh 2008       | Đấu vật   | Cổ điển nam 55 kg       |
| Đồng       | Shahin Imranov         | Bắc Kinh 2008       | Quyền Anh | Hạng lông nam           |
| Đồng       | Movlud Miraliyev       | Bắc Kinh 2008       | Judo      | Nam 100 kg              |
| Đồng       | Mariya Stadnik         | Bắc Kinh 2008       | Đấu vật   | Tự do nữ 48 kg          |
| Đồng       | Khetag Gazyumov        | Bắc Kinh 2008       | Đấu vật   | Tự do nam 96 kg         |
| Vàng       | Toghrul Asgarov        | Luân Đôn 2012       | Đấu vật   | Tự do nam 60 kg         |
| Vàng       | Sharif Sharifov        | Luân Đôn 2012       | Đấu vật   | Tự do nam 84 kg         |
| Bạc        | Rovshan Bayramov       | Luân Đôn 2012       | Đấu vật   | Cổ điển nam 55 kg       |
| Bạc        | Mariya Stadnik         | Luân Đôn 2012       | Đấu vật   | Tự do nữ 48 kg          |
| Đồng       | Teymur Mammadov        | Luân Đôn 2012       | Quyền Anh | Hạng nặng nam           |
| Đồng       | Magomedrasul Majidov   | Luân Đôn 2012       | Quyền Anh | Hạng siêu nặng nam      |
| Đồng       | Khetag Gazyumov        | Luân Đôn 2012       | Đấu vật   | Tự do nam 96 kg         |
| Đồng       | Emin Ahmadov           | Luân Đôn 2012       | Đấu vật   | Cổ điển nam 74 kg       |
| Đồng       | Yuliya Ratkevich       | Luân Đôn 2012       | Đấu vật   | Tự do nữ 55 kg          |
| Vàng       | Radik Isayev           | Rio de Janeiro 2016 | Taekwondo | Nam +80 kg              |
| Bạc        | Lorenzo Sotomayor      | Rio de Janeiro 2016 | Quyền Anh | Hạng dưới bán trung nam |
| Bạc        | Valentin Demyanenko    | Rio de Janeiro 2016 | Canoeing  | Nam C-1 200 mét         |
| Bạc        | Rustam Orujov          | Rio de Janeiro 2016 | Judo      | Nam 73 kg               |
| Bạc        | Elmar Gasimov          | Rio de Janeiro 2016 | Judo      | Nam 100 kg              |
| Bạc        | Toghrul Asgarov        | Rio de Janeiro 2016 | Đấu vật   | Tự do nam 65 kg         |
| Bạc        | Khetag Gazyumov        | Rio de Janeiro 2016 | Đấu vật   | Tự do nam 97 kg         |
| Bạc        | Mariya Stadnik         | Rio de Janeiro 2016 | Đấu vật   | Tự do nữ 48 kg          |
| Đồng       | Kamran Shakhsuvarly    | Rio de Janeiro 2016 | Quyền Anh | Hạng trung nam          |
| Đồng       | Inna Osypenko-Radomska | Rio de Janeiro 2016 | Canoeing  | Nữ K-1 200 mét          |
| Đồng       | Milad Beigi            | Rio de Janeiro 2016 | Taekwondo | Nam 80 kg               |
| Đồng       | Patimat Abakarova      | Rio de Janeiro 2016 | Taekwondo | Nữ 49 kg                |
| Đồng       | Haji Aliyev            | Rio de Janeiro 2016 | Đấu vật   | Tự do nam 57 kg         |
| Đồng       | Jabrayil Hasanov       | Rio de Janeiro 2016 | Đấu vật   | Tự do nam 74 kg         |
| Đồng       | Sharif Sharifov        | Rio de Janeiro 2016 | Đấu vật   | Tự do nam 86 kg         |
| Đồng       | Rasul Chunayev         | Rio de Janeiro 2016 | Đấu vật   | Cổ điển nam 66 kg       |
| Đồng       | Sabah Shariati         | Rio de Janeiro 2016 | Đấu vật   | Cổ điển nam 130 kg      |
| Đồng       | Nataliya Synyshyn      | Rio de Janeiro 2016 | Đấu vật   | Tự do nữ 53 kg          |

## VĐV theo môn

### Thế vận hội Mùa hè
| Môn             | Môn                          | 1996 | 2000 | 2004 | 2008 | 2012 | Tổng số |
| --------------- | ---------------------------- | ---- | ---- | ---- | ---- | ---- | ------- |
| Điền kinh       | Các nội dung trong sân       | 2    | 3    | 3    | 2    | 2    | 18      |
| Điền kinh       | Các nội dung trên đường chạy | 2    | 1    | 2    | 0    | 1    | 18      |
| Quyền Anh       | Quyền Anh                    | 2    | 5    | 9    | 2    | 8    | 26      |
| Canoeing        | Nước rút                     | 0    | 0    | 0    | 0    | 3    | 3       |
| Xe đạp          | Đường trường                 | 0    | 0    | 0    | 0    | 1    | 1       |
| Nhảy cầu        | Cầu cứng                     | 1    | 1    | 0    | 0    | 0    | 2       |
| Đua ngựa        | Nhảy biểu diễn               | 0    | 0    | 0    | 1    | 1    | 2       |
| Đấu kiếm        | Kiếm chém (cá nhân)          | 1    | 0    | 1    | 0    | 1    | 3       |
| Thể dục dụng cụ | Nghệ thuật                   | 0    | 0    | 0    | 0    | 1    | 11      |
| Thể dục dụng cụ | Nhịp điệu (cá nhân)          | 0    | 0    | 1    | 2    | 1    | 11      |
| Thể dục dụng cụ | Nhịp điệu (đồng đội)         | 0    | 0    | 0    | 0    | 6    | 11      |
| Judo            | Judo                         | 2    | 4    | 3    | 6    | 8    | 23      |
| Chèo thuyền     | Hai chèo đơn                 | 0    | 0    | 0    | 0    | 2    | 2       |
| Bắn súng        | Súng ngắn hơi & thể thao     | 1    | 1    | 1    | 0    | 1    | 8       |
| Bắn súng        | Hai đĩa chéo                 | 1    | 1    | 1    | 1    | 0    | 8       |
| Bơi lội         | Bơi ếch                      | 0    | 0    | 1    | 1    | 1    | 9       |
| Bơi lội         | Bơi bướm                     | 0    | 0    | 0    | 0    | 1    | 9       |
| Bơi lội         | Tự do                        | 1    | 2    | 1    | 1    | 0    | 9       |
| Taekwondo       | Taekwondo                    | 0    | 0    | 2    | 1    | 2    | 5       |
| Cử tạ           | Cử tạ                        | 2    | 2    | 5    | 5    | 6    | 20      |
| Đấu vật         | Cổ điển                      | 2    | 2    | 3    | 6    | 5    | 53      |
| Đấu vật         | Tự do                        | 6    | 7    | 4    | 10   | 8    | 53      |
| Tổng số         | Tổng số                      | 23   | 31   | 36   | 44   | 53   | 187     |

### Thế vận hội Mùa đông
| Môn                   | Môn      | 1998 | 2002 | 2006 | 2010 | Tổng số |
| --------------------- | -------- | ---- | ---- | ---- | ---- | ------- |
| Trượt tuyết đổ đèo    | Dích dắc | 0    | 1    | 0    | 2    | 3       |
| Trượt băng nghệ thuật | Đơn      | 2    | 1    | 0    | 0    | 9       |
| Trượt băng nghệ thuật | Đôi      | 2    | 2    | 2    | 0    | 9       |
| Tổng số               | Tổng số  | 4    | 4    | 2    | 2    | 12      |

## Người cầm cờ
| Thế vận hội         | VĐV              | Môn             |
| ------------------- | ---------------- | --------------- |
| Atlanta 1996        | Nazim Hüseynov   | Judo            |
| Sydney 2000         | Namig Abdullayev | Đấu vật tự do   |
| Athens 2004         | Nizami Pashayev  | Cử tạ           |
| Bắc Kinh 2008       | Farid Mansurov   | Đấu vật cổ điển |
| Luân Đôn 2012       | Elnur Mammadli   | Judo            |
| Rio de Janeiro 2016 | Teymur Mammadov  | Quyền Anh       |

| Thế vận hội              | VĐV             | Môn                   |
| ------------------------ | --------------- | --------------------- |
| Nagano 1998              | Julia Vorobieva | Trượt băng nghệ thuật |
| Thành phố Salt Lake 2002 | Sergey Rylov    | Trượt băng nghệ thuật |
| Torino 2006              | Igor Lukanin    | Khiêu vũ trên băng    |
| Vancouver 2010           | Fuad Guliyev    |                       |
| Sochi 2014               | Rahman Khalilov |                       |